# Rolnik aktywny zawodowo
Rolnik aktywny zawodowo – osoba kierująca gospodarstwem rolnym, która spełnia kryteria przyjęte w ustawodawstwie europejskim w związku z działaniami zawartymi we Wspólnej Polityce Rolnej. Regulacje prawne skierowane zostały do osób fizycznych lub prawnych prowadzących działalność rolniczą i korzystającej ze wsparcia finansowego WPR.  

## Definicja rolnika aktywnego wg UE
Według danych rozporządzenia Parlamentu Europejskiego i Rady (UE) WPR z 2021 r. pojęcie rolnika aktywnego zawodowo zdefiniowano w taki sposób, aby zagwarantować, że wsparcie będzie przyznawane wyłącznie osobom fizycznym lub prawnym bądź grupom osób fizycznych lub prawnych prowadzącym działalność rolniczą na co najmniej minimalnym poziomie, przy czym niekoniecznie ze wsparcia należy wykluczyć rolników prowadzących działalność rolniczą i nierolniczą lub rolników prowadzących działalność rolniczą w niepełnym wymiarze godzin.

## Motywy wprowadzenia pojęcia rolnika aktywnego
Wprowadzenie od 2023 r. nowo zdefiniowanego pojęcia rolnika aktywnego zawodowo, pozostaje w ścisłym związku z płatnościami obszarowymi zawartymi w I filarze Wspólnej Polityki Rolnej. Jednym z podstawowych warunków przyznania wsparcia w pełnej wysokości w formie płatności bezpośrednich jest spełnienie przez rolnika wymogów warunkowości, czyli przestrzeganie:
- wymogów podstawowych w zakresie zarządzania SMR (ang. Statutory Management Requirements),
- norm dobrej kultury rolnej zgodnej z ochroną środowiska DAEC (ang. Good Agricultural and Environmental Condition of Land).

Warunkowość uzależnia otrzymanie pełnego wsparcia w ramach:
- płatności bezpośrednich (ekoschematów),
- płatności rolno-środowiskowo-klimatycznych,
- płatności ekologicznych,
- premii z tytułu zalesień, zadrzewień lub systemów rolno-leśnych,
- płatności dla obszarów z ograniczeniami naturalnymi lub innymi szczególnymi ograniczeniami (ONW)

Wdrożenie definicji rolnika aktywnego zawodowo ma na celu wykluczenie tych podmiotów, które dysponując znacznym areałem ziemi rolnej, nie zajmują się produkcją rolniczą. Zjawisko to nie sprzyja prawidłowej dystrybucji środków finansowych w ramach wsparcia bezpośredniego, którego zasadniczym celem jest wsparcie dochodów rolników.

## Kryteria uznania rolnika za aktywnego zawodowo
Kryteria określające kto jest rolnikiem aktywnym zawodowo zostały zróżnicowane dla poszczególnych  państwach członkowskich. Państwa członkowskie zostały zobowiązane do stosowania obiektywnych i niedyskryminujących kryteriów, takich jak:
- badanie dochodów i nakładów pracy w gospodarstwie,
- określenie przedmiotu działalności przedsiębiorstwa,
- wykazanie działalności rolniczej w rejestrach krajowych lub regionalnych.

Kryteria mogą zostać wprowadzone w jednej lub kilku formach wybranych przez państwa członkowskie, w tym w formie wykazu negatywnego, wykluczającego uznanie rolnika za rolnika aktywnego zawodowo.
Państwa członkowskie uznaje automatycznie za rolnika aktywnego zawodowo rolnika, którzy w poprzednim roku nie otrzymał płatności bezpośrednich przekraczających kwotę wyższej niż 5 000 euro.
W przypadku, gdy kwota płatności bezpośrednich przekracza 5 000 euro, rolnik jest uznawany za aktywnego w przypadku, jeżeli nie prowadzi żadnej z działalności wymienionej na liście negatywnej.

## Dodatkowe kryteria aktywności
Rolnik może zostać uznany za aktywnego, jeżeli udokumentuje, że:
- jego przychód z działalności rolniczej stanowi co najmniej 1/3 całego przychodu w gospodarstwie,
- roczna kwota płatności bezpośrednich wynosi co najmniej 5% całości przychodów z działalności pozarolniczej,
- główną działalność gospodarczą lub przedmiot działalności stanowi wykonywanie działalności rolniczej wg Centralnej Ewidencji i Informacji o Działalności Gospodarczej.

## Lista negatywna
Za rolników nieaktywnych, co do zasady, uznawane są podmioty:
- administrujące portami lotniczymi,
- administrujące wodociągami,
- administrujące trwałymi terenami sportowymi i rekreacyjnymi,
- świadczące usługi przewozu kolejowego,
- świadczące usługi w zakresie obrotu nieruchomościami

## Minimalne wymagania płatności obszarowych
Minimalne wymagania, jakie musi spełnić rolnik ubiegający się o płatności bezpośrednie to:
- kwalifikujący się obszar gospodarstwa (nie mniej niż 1 ha);
- w przypadku rolników posiadających mniej niż 1 ha, otrzymujący płatności do zwierząt (płatności do dobrostanu),
- minimalna kwota płatności bezpośrednich wynosi co najmniej 200 euro,
- rolnik posiada prawo do użytkowania gruntów (tytuł prawny),
- rolnik posiada  umowę dzierżawy (umowa ustna).